# W13
W13 is de welzijnsvereniging in Zuid-West-Vlaanderen en bestaat uit 15 deelgenoten (14 gemeenten en CAW Zuid-West-Vlaanderen). 

## Werkingsgebied
Er zijn 14 lokale besturen deelgenoot van W13. Dat zijn Anzegem, Avelgem, Deerlijk, Harelbeke, Kortrijk, Kuurne, Lendelede, Menen, Spiere-Helkijn, Waregem, Wervik, Wevelgem, Wielsbeke en Zwevegem. De 15de partner is CAW Zuid-West-Vlaanderen. In die optiek werkt W13 ook samen met intercommunale Leiedal, die in Zuid-West-Vlaanderen bezig is rond de thema's ruimte en ondernemen.  

## Geschiedenis
In april 2015 richtten 13 gemeenten (Wielsbeke werd in 2017 lid) en CAW Zuid-West-Vlaanderen de welzijnsvereniging W13 op. Daarvoor was er in de regio een welzijnsconsortium actief. 
In maart 2016 ging W13 effectief van start met acht medewerkers. De jaren nadien breidde het aantal werkingen stelselmatig uit. Enkele voorbeelden van werkingen zijn BudgetInZicht Zuid-West-Vlaanderen (overgeheveld van CAW Zuid-West-Vlaanderen), Energiehuis Warmer Wonen (in samenwerking met onder meer Leiedal en de Poerderie), het Regionaal Crisisnetwerk Zuid-West-Vlaanderen, 'T PACT en Food Act 13. In 2018 gaat 1G1P Konekti van start, met W13 als kernpartner.

## Verwezenlijkingen
De voorbije jaren bleek W13 voor de regio al heel wat keren een meerwaarde. We lijsten enkele verwezenlijkingen op. Voor een volledig overzicht kan je deze pagina bekijken.

### Contactopsporing
Enkele maanden nadat ook België getroffen werd door het coronavirus (begin 2020), wou W13 zelf contactopsporing organiseren. Dat stuitte aanvankelijk op een njet, maar W13 zette door met dit initiatief. Uiteindelijk kreeg de welzijnsvereniging toch eind juli 2020 de goedkeuring en werd in december 2020 erkend.

### Telling, podcast en beeldbank
LUCAS, UC Louvain en W13 voeren in oktober 2021 een point-in-time telling dak- en thuisloosheid uit in de regio. Meer dan 45 organisaties tellen mee. De resultaten raken in maart 2022 bekend: in Zuid-West-Vlaanderen zijn er 1.313 mensen dak- of thuisloos. Dat zijn 4 op de 1.000 inwoners. W13 maakt een actieplan tegen dak- en thuisloosheid op, waarbij er ook veel aandacht gaat naar perceptie.
W13 maakt samen met Quindo en met de steun van Streekfonds West-Vlaanderen de podcast 13-13. Daarin vertellen acht mensen over de periode waarin ze dak- of thuisloos waren.
Samen met de Roeselaarse fotograaf Marc Wallican en met de steun van de Koning Boudewijnstichting maakt W13 ook de beeldbank Images of Homelessness met échte beelden over dak- en thuisloze personen. Belgische media en niet-politieke organisaties kunnen die beelden gratis gebruiken.

### OverKop Zuid-West-Vlaanderen
Samen met zijn deelgenoten kan W13 in 2022 twee OverKop-huizen naar Zuid-West-Vlaanderen: in oktober open OverKop Kortrijk, in november OverKop Menen. In bijna alle andere gemeenten van de regio gaat een OverKopSpot open. Midden 2024 opent een derde OverKophuis in Waregem. CAW Zuid-West-Vlaanderen organiseert intussen de werking, W13 is nog altijd penhouder. 